# 3281 Maupertuis
3281 Maupertuis је астероид главног астероидног појаса са средњом удаљеношћу од Сунца која износи 2,349 астрономских јединица (АЈ).
Апсолутна магнитуда астероида је 12,7.